# 真樹麗子
真樹 麗子（まき れいこ、7月18日 - ）は、日本の女性ファッションモデル。大阪府大阪市出身。ネイムマネジメント所属(社名変更前 エリートモデルジャパン)。身長163cm。スリーサイズはB:79cm W:58cm H:85cm。小学館「プレシャス」専属ビューティーモデル。2016年キッズマナーインストラクター/2020年美肌セラピスト/フェイシャルリンパケアセラピスト/アロマテラピスト
の資格を取得。

## 来歴

### モデル
ビューティー、CM、広告を中心に活躍。
Germany雑誌「WEMPE」にてジュエリーページに出演。日本の女性ファッション雑誌にてカルティエのタイアップページに出演。注目を集める。
ネイムマネジメントに所属。女性向けファッション雑誌『Precious』にて専属モデルを務める傍ら、多数のCM及び、広告に出演

## 人物
- 1995年、大学在学中にスカウトされモデルとしてデビュー。 デビュー後すぐに、大正製薬「アイリスCL-1」、DOCOMO「MOVA」、カルティエのタイアップページに起用される。
- 現在は雑誌「Precious」の専属モデルを務める。
- ジョンソン・エンド・ジョンソン　コンタクトレンズ　『ワンデーアキュビュー マルチフォーカル』広告出演。
- 2013年より、Preciousにて連載「目指せ！聡明美人！」スタート。
- 2015年現在「真樹麗子のウワサの美スポット探検記」連載中。
- 2016年キッズマナーインストラクターの資格を取得する。
- 大阪の有名私立に小学部より大学まで通い、小学生時代には剣道部に入部し、女性主将を務めるほどの腕前の持ち主だった。
- 一方で、幼稚園時代より習っていたクラシックバレエにも夢中になり高校生まで法村友井バレエ団に入団していた。
- 趣味は旅行、ドライブ、茶道、華道[3]。

## 出演

### CM
- 大正製薬アイリスCL-1
- DOCOMO西日本 MOVA
- MENS TBC - 木村拓哉と共演
- 日清 - 藤井フミヤと共演
- HYUNDAI
- DAIHATSU
- IMAGE - 窪塚洋介と共演

etc...

### ショー
- 桂由美 'グランドコレクション
- ファッションカンタータ from KYOTO

etc...

### スチール
- メナード
- アテニア化粧品
- DHC
- ORBIS
- KAGOME
- 明治記念館
- ジョンソン・エンド・ジョンソン『ワンデーアキュビュー "マルチフォーカル"』

etc...

### 雑誌
- Precious 専属モデル（小学館）
  - 2013年より、Preciousにて連載「目指せ！聡明美人！」スタート。2015年現在「真樹麗子のウワサの美スポット探検記」連載中。
- marisol
- BAILA
- WEMPE(Germany)
- 婦人画報
- きものsalon

etc...